# Processo r

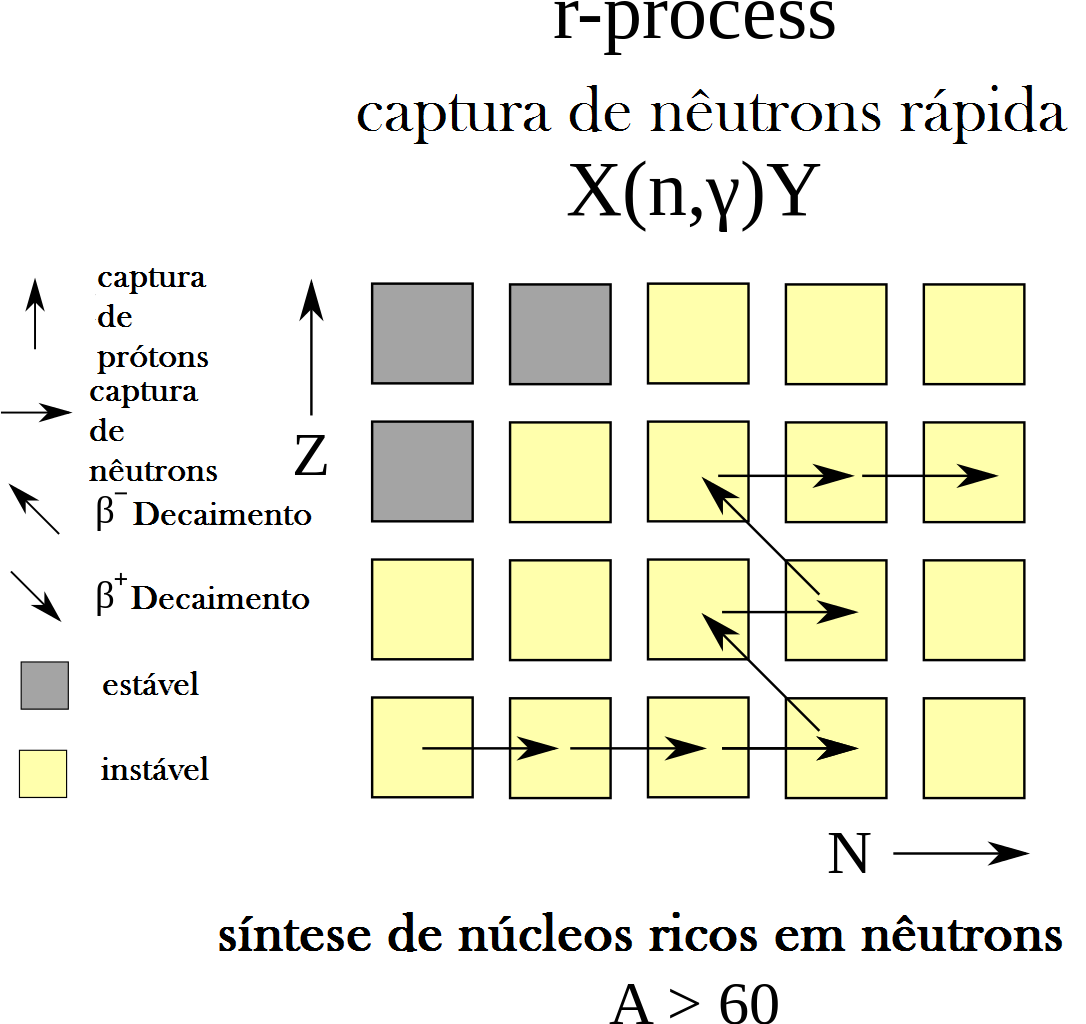
Síntese de núcleos ricos em nêutrons, onde o número de massa A é superior a 60.

O processo r, citado também como processo R (de rápido), é um processo de captura neutrônica para elementos radiativos que se dá em condições de alta densidade neutrônica. Está relacionado com os processos S e P. No processo R os núcleos são bombardeados por um elevado fluxo de nêutrons para criar núcleos muito instáveis com grande quantidade de nêutrons que decaem muito rapidamente para formar núcleos estáveis mas muito ricos em nêutrons.
Acredita-se que processo R se dá no núcleo de ferro das supernovas de colapso, onde se dão as condições físicas necessárias. Entretanto, a escassa abundância de elementos resultantes do processo R requer que, ou só uma pequena fração dos elementos criados por esta via são liberados ao exterior da supernova, ou que em cada supernova se formam pequenas quantidades de elementos por esta via.
Devido ao altíssimo fluxo neutrônico neste processo (da ordem de 1022 nêutrons por cm² por segundo), a velocidade de formação isotópica é muito maior que a de desintegração beta posterior, portanto os elementos criados por esta via sobem rapidamente pela linha de estabilidade N/Z, inclusive atravessando zonas de instabilidade, onde a energia de separação neutrônica é zero (neutron drip line). Os nêutrons se acumulam, criando novos isótopos até chegar à região onde A = 270 (zona do Rutherfórdio - Darmstádio), onde experimentam fissões espontâneas devido à instabilidade do núcleo formado.
Os picos de abundância de elementos mostram evidências da captura neutrônica rápida seguida de uma desintegração beta posterior, já que os picos de abundância do processo R estão 10 uma abaixo dos formados pelo processo S (onde se formam camadas concêntricas repletas de nêutrons), indicando que a subida pela linha N/Z dá lugar a camadas neutrônicas repletas com a suficiente deficiência protônica para facer os picos resolúveis.